# Mariano de la Bárcena
Mariano Santiago de Jesús de la Bárcena y Ramos (23 de julio de 1842-10 de abril de 1899) fue un botánico, naturalista e ingeniero mexicano.
Fue hijo de don José María de la Bárcena y Villaseñor y de doña Candelaria Ramos Celis. Sus abuelos paternos fueron don Ramón de la Bárcena y doña Manuela Villaseñor, y sus abuelos maternos fueron don Juan José Ramos de la Peña y doña María Josefa Celis Palomera. Realiza su primaria en Ameca, y es aprendiz de talabartero, pero además recibe de su maestro, nociones de música. Así su familia lo envía a Tapatía donde estudia piano, pintura y termina su primaria. Luego por su excelencia en pintura, va a la ciudad de Guadalajara, pero había sitio que sufría esa metrópoli, en 1867 obligándole a reanudarlos en la Ciudad de México. Estudia Geología, Botánica, Química, inclinándose decididamente por la historia natural. Estuvo en la Escuela de Ingenieros, apasionándose en la mineralogía, con Antonio del Castillo.
En 1871 es nombrado miembro de la "Sociedad Mexicana de Historia Natural". Y se recibe de "ingeniero topógrafo hidromensor, geógrafo, ensayador y apartador de metales.
Habiendo excursionado con sus alumnos un simple viaje de práctica a Querétaro, presenta en la "Escuela de Ingenieros" una monografía abarcativa de estadística, arqueología, botánica, fitogeografía, zoología, historia, geografía, agregando a su vez la identificación y nombramiento de dos especies originales fósiles, en rocas mesozoicas y que bautizó a una de ellas en honra a sus mentores con el nombre de Gaudichaudia enrico-martinezii Bárcena
En 1877 funda el Observatorio Astronómico Nacional de México del cual fue director.
En 1878, la "Sociedad Mexicana de Geografía y Estadística" lo nombra "socio honorario".
En 1880, en Guadalajara, en la "II Exposición de las Clases Productoras de Jalisco", el jurado le decreta “ Gran premio por su carta geológica, 1ª en su especie, formada hasta hoy ”.
En 1883 es premiado en la "Exposición Internacional de Filadelfia" y en 1885 en la de Nueva Orleáns.
Se casa el 14 de enero de 1882 con Soledad de los Ríos y Arias, en Guadalajara, teniendo tres hijas: Ana María, Rosa y Cristina.
En 1888 fue diputado suplente al Congreso de la Unión, y Secretario de Gobierno.
El 13 de noviembre de 1889 es gobernador de Jalisco, reemplazando al fallecido titular General Ramón Corona. Renuncia por salud. Pero luego es electo senador, representando al Estado en la Cámara Legislativa Federal.
Tuvo correspondencia con importantes científicos de la época; y obtiene renombre como geólogo y naturalista.
El 31 de julio de 1895 por decreto real de Alfonso XIII, y en su nombre la reina regente María Cristina, se lo hace comendador de la "Real Orden de Isabel la Católica".
Murió el 10 de abril de 1899, dejando testamentaría con su epitafio:

“ Aquí reposan los restos del naturalista Mariano de la Bárcena. Dedicó su vida al estudio admirando la sabiduría de Dios ”.

Publicó 30 libros y folletos; y una cantidad muy considerable de artículos en revistas y en periódicos. Sus principales obras sobre Jalisco son:
- Descripción de Guadalajara, 1880
- Ensayo estadístico del Estado, 1888
- Las clases productoras de Jalisco , 1880

## Honores
Una calle de Guadalajara lleva su nombre (antes "Cerrada de Jesús María"). En su ciudad natal, una escuela y un mercado llevan su nombre.
El "Honorable Congreso de Jalisco" eleva a la calidad de "Benemérito del Estado en grado Heroico" a Don Mariano de la Bárcena y Ramos, y se autoriza el traslado de sus restos mortales a la Plaza de la Rotonda de los Hombres Ilustres.-27 de noviembre de 1999.
El 3 de febrero de 2000 por "Acuerdo del Ejecutivo" se declara incoado el expediente administrativo relativo a trasladar los restos del C. Don Mariano de la Bárcena y Ramos a la rotonda erigida en la plaza de los Jaliscienses Ilustres, ubicada en la confluencia de las calles Liceo, Independencia, Alcalde e Hidalgo de esta ciudad.

### Epónimos
El volcán de la isla San Benedicto (archipiélago de las Revillagigedo) lleva su apellido.
- La abreviatura «Bárcena» se emplea para indicar a Mariano de la Bárcena como autoridad en la descripción y clasificación científica de los vegetales.[2]